# Ożarowice (gemeente)
De gemeente Ożarowice is een landgemeente in het Poolse woiwodschap Silezië, in powiat Tarnogórski.
De zetel van de gemeente is in Ożarowice.

## Omgeving
De gemeente grenst aan de stad Miasteczko Śląskie en de gemeenten: Świerklaniec (powiat Tarnogórski), Bobrowniki, Mierzęcice en Siewierz (powiat Będziński), Woźniki (powiat Lubliniecki) en Koziegłowy (powiat Myszkowski).

## Plaatsen
De volgende plaatsen liggen op het grondgebied van de gemeente:
- Celiny (sołectwo)
- Niezdara (sołectwo)
- Ossy (sołectwo)
- Ożarowice (sołectwo, dorp)
- Pyrzowice (sołectwo)
- Tąpkowice (sołectwo)
- Zendek (sołectwo)

## Oppervlakte gegevens
In 2002 bedroeg de totale oppervlakte van gemeente Ożarowice 43,72 km², waarvan:
- agrarisch gebied: 67%
- bossen: 14%

Gmina zajmuje 6,8% van de totale oppervlakte van de powiat.

## Demografie
Stand op 30 juni 2004:
| Omschrijving                   | Totaal | Totaal | Vrouwen | Vrouwen | Mannen | Mannen |
| ------------------------------ | ------ | ------ | ------- | ------- | ------ | ------ |
| eenheid                        | aantal | %      | aantal  | %       | aantal | %      |
| inwoners                       | 5397   | 100    | 2758    | 51,1    | 2639   | 48,9   |
| bevolkingsdichtheid (inw./km²) | 123,4  | 123,4  | 63,1    | 63,1    | 60,4   | 60,4   |

In 2002 bedroeg het gemiddelde inkomen per inwoner 2408,53 zł.